# Angèle Rawiri
Angèle Ntyugwetondo Rawiri (n. 29 aprilie 1954– 15 noiembrie 2010) este o scriitoare gaboneză.

## Opere publicate
- Elonga: roman Paris: Silex: L’Harmattan, diffusion, c1986. ISBN 2903871728
- Gʾamèrakano: au carrefour: roman Paris: Silex, c1988. ISBN 2876930218
- Fureurs et cris de femme Paris: L’Harmattan, c1989.  ISBN 273840250X